# Elicotteri Meridionali
La Elicotteri Meridionali nata nel 1963  è stata una controllata della società Agusta, come parte del programma di industrializzazione nel sud Italia, con l'apertura di una fabbrica a Frosinone nel 1967 per la revisione degli elicotteri italiani di Stato e la costruzione dell'elicottero pesante CH-47 Chinook su licenza di Boeing Vertol per l'Esercito Italiano e per il Governo Imperiale dell'Iran, della Iranian Helicopter Industry Co. di Tehran, dove vengono realizzati stabilimenti sull'aeroporto di Mehrabad.
Nel 1969 assume una partecipazione rilevante nella costituzione, con il Governo Imperiale dell'Iran, della Iranian Helicopter Industry Co. di Tehran, dove vengono realizzati stabilimenti sull'aeroporto di Mehrabad. Qualche mese più tardi una partecipazione viene anche acquisita nella SIAI-Marchetti.
Nel 1970 la Società Agusta viene nominata dal Governo capo commessa per la produzione dell'elicottero Boeing CH-47C a 44 posti, per fabbisogni italiani e per l'estero, con la partecipazione della Elicotteri Meridionali, titolare della licenza di fabbricazione, insieme ad altre ditte italiane. 

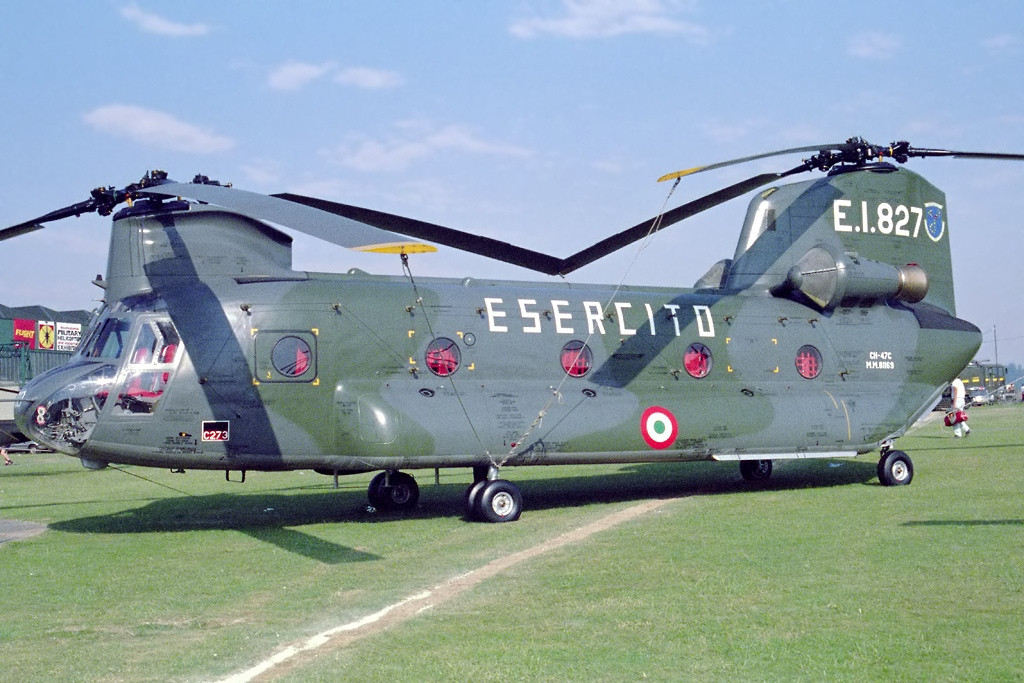
Boeing (Elicotteri Meridionali) CH-47C Chinook

Nel 1994, Finmeccanica acquisisce dall'EFIM in liquidazione le aziende della Difesa, concentrando nel Gruppo oltre il 70% delle capacità industriali nazionali per l'aerospazio e la difesa. Entra in Finmeccanica la società Agusta. Nel 1999 diventa AgustaWestland, dalla unione tra il settore elicotteri Westland del gruppo GKN e Agusta. 
Nel 2000 dalla divisione elicotteri di Finmeccanica nasce Agusta SpA società di Finmeccanica.